# 2. ŽNL Osječko-baranjska NS Osijek 2013./14.
Ligu je osvojila NK Slavonija Ivanovac, ali u kvalifikacijama za 1. ŽNL Osječko-baranjsku nije uspjela izboriti plasman u viši rang. Iz lige je u 3. ŽNL Osječko-baranjsku ispao NK BSK Beketinci.

## Tablica
| Mj. | Klub                           | Sus. | Pob | Rem | Por | GR    | Bod |
| --- | ------------------------------ | ---- | --- | --- | --- | ----- | --- |
| 1.  | NK Slavonija Ivanovac          | 22   | 21  | 0   | 1   | 85:12 | 63  |
| 2.  | NK Sloga Ernestinovo           | 22   | 14  | 3   | 5   | 65:31 | 45  |
| 3.  | NK Vitez '92 Tenjski Antunovac | 22   | 11  | 3   | 8   | 47:36 | 36  |
| 4.  | NK Klas Čepin                  | 22   | 10  | 4   | 8   | 34:42 | 34  |
| 5.  | NK Dunav Dalj                  | 22   | 8   | 4   | 10  | 43:56 | 28  |
| 6.  | NK LIO Osijek                  | 22   | 7   | 5   | 10  | 37:46 | 26  |
| 7.  | NK Brijest                     | 22   | 7   | 5   | 10  | 34:45 | 26  |
| 8.  | NK Radnik Josipovac            | 22   | 8   | 2   | 12  | 33:46 | 26  |
| 9.  | NK Sarvaš                      | 22   | 8   | 2   | 12  | 33:51 | 26  |
| 10. | NK Šubić Vuka                  | 22   | 7   | 3   | 12  | 29:49 | 24  |
| 11. | NK Mladost Čepinski Martinci   | 22   | 7   | 2   | 13  | 50:59 | 23  |
| 12. | NK BSK Beketinci               | 22   | 4   | 7   | 11  | 29:46 | 19  |

## Rezultati
| NK Sloga Ernestinovo - NK Mladost Čepinski Martinci 5:2 NK Klas Čepin - NK Sarvaš 4:1 NK Brijest - NK Šubić Vuka 1:4 NK Radnik Josipovac - NK Vitez '92 Tenjski Antunovac 1:3 NK Dunav Dalj - NK BSK Beketinci 4:0 NK Slavonija Ivanovac - NK LIO Osijek 1:0 | NK Slavonija Ivanovac - NK Dunav Dalj 3:0 NK BSK Beketinci - NK Radnik Josipovac 4:1 NK Vitez '92 Tenjski Antunovac - NK Brijest 1:0 NK Šubić Vuka - NK Klas Čepin 2:1 NK Sarvaš - NK Sloga Ernestinovo 2:3 NK LIO Osijek - NK Mladost Čepinski Martinci 3:2 | NK Radnik Josipovac - NK Slavonija Ivanovac 1:5 NK Brijest - NK BSK Beketinci 2:1 NK Klas Čepin - NK Vitez '92 Tenjski Antunovac 2:1 NK Sloga Ernestinovo - NK Šubić Vuka 5:0 NK Mladost Čepinski Martinci - NK Sarvaš 8:1 NK Dunav Dalj - NK LIO Osijek 5:2 |
| NK Slavonija Ivanovac - NK Brijest 6:2 NK Dunav Dalj - NK Radnik Josipovac 0:1 NK BSK Beketinci - NK Klas Čepin 1:1 NK Vitez '92 Tenjski Antunovac - NK Sloga Ernestinovo 1:3 NK Šubić Vuka - NK Mladost Čepinski Martinci 2:0 NK LIO Osijek - NK Sarvaš 3:0 | NK Klas Čepin - NK Slavonija Ivanovac 0:3 NK Brijest - NK Dunav Dalj 0:0 NK Sloga Ernestinovo - NK BSK Beketinci 3:3 NK Mladost Čepinski Martinci - NK Vitez '92 Tenjski Antunovac 2:0 NK Sarvaš - NK Šubić Vuka 3:0 NK Radnik Josipovac - NK LIO Osijek 3:0 | NK Slavonija Ivanovac - NK Sloga Ernestinovo 2:1 NK Dunav Dalj - NK Klas Čepin 3:1 NK Radnik Josipovac - NK Brijest 2:0 NK BSK Beketinci - NK Mladost Čepinski Martinci 1:1 NK Vitez '92 Tenjski Antunovac - NK Sarvaš 2:2 NK LIO Osijek - NK Šubić Vuka 1:1 |
| NK Mladost Čepinski Martinci - NK Slavonija Ivanovac 0:5 NK Sloga Ernestinovo - NK Dunav Dalj 3:1 NK Klas Čepin - NK Radnik Josipovac 3:2 NK Sarvaš - NK BSK Beketinci 3:1 NK Šubić Vuka - NK Vitez '92 Tenjski Antunovac 1:4 NK Brijest - NK LIO Osijek 1:1 | NK Slavonija Ivanovac - NK Sarvaš 7:0 NK Dunav Dalj - NK Mladost Čepinski Martinci 6:5 NK Radnik Josipovac - NK Sloga Ernestinovo 0:3 NK Brijest - NK Klas Čepin 5:0 NK BSK Beketinci - NK Šubić Vuka 2:0 NK LIO Osijek - NK Vitez '92 Tenjski Antunovac 1:1 | NK Šubić Vuka - NK Slavonija Ivanovac 0:3 NK Sarvaš - NK Dunav Dalj 1:1 NK Mladost Čepinski Martinci - NK Radnik Josipovac 3:2 NK Sloga Ernestinovo - NK Brijest 2:2 NK Vitez '92 Tenjski Antunovac - NK BSK Beketinci 5:1 NK Klas Čepin - NK LIO Osijek 3:0 |
| NK Slavonija Ivanovac - NK Vitez '92 Tenjski Antunovac 4:0 NK Dunav Dalj - NK Šubić Vuka 1:2 NK Radnik Josipovac - NK Sarvaš 3:0 NK Brijest - NK Mladost Čepinski Martinci 5:2 NK Klas Čepin - NK Sloga Ernestinovo 0:2 NK LIO Osijek - NK BSK Beketinci 5:5 | NK BSK Beketinci - NK Slavonija Ivanovac 1:3 NK Vitez '92 Tenjski Antunovac - NK Dunav Dalj 2:2 NK Šubić Vuka - NK Radnik Josipovac 5:2 NK Sarvaš - NK Brijest 2:3 NK Mladost Čepinski Martinci - NK Klas Čepin 1:2 NK Sloga Ernestinovo - NK LIO Osijek 2:1 | NK Mladost Čepinski Martinci - NK Sloga Ernestinovo 1:1 NK Sarvaš - NK Klas Čepin 2:3 NK Šubić Vuka - NK Brijest 0:0 NK Vitez '92 Tenjski Antunovac - NK Radnik Josipovac 2:1 NK BSK Beketinci - NK Dunav Dalj 1:2 NK LIO Osijek - NK Slavonija Ivanovac 1:0 |
| NK Dunav Dalj - NK Slavonija Ivanovac 0:8 NK Radnik Josipovac - NK BSK Beketinci 1:0 NK Brijest - NK Vitez '92 Tenjski Antunovac 3:2 NK Klas Čepin - NK Šubić Vuka 3:0 NK Sloga Ernestinovo - NK Sarvaš 1:2 NK Mladost Čepinski Martinci - NK LIO Osijek 1:3 | NK Slavonija Ivanovac - NK Radnik Josipovac 2:0 NK BSK Beketinci - NK Brijest 1:1 NK Vitez '92 Tenjski Antunovac - NK Klas Čepin 0:1 NK Šubić Vuka - NK Sloga Ernestinovo 2:3 NK Sarvaš - NK Mladost Čepinski Martinci 2:0 NK LIO Osijek - NK Dunav Dalj 3:1 | NK Brijest - NK Slavonija Ivanovac 0:2 NK Radnik Josipovac - NK Dunav Dalj 3:5 NK Klas Čepin - NK BSK Beketinci 0:0 NK Sloga Ernestinovo - NK Vitez '92 Tenjski Antunovac 0:1 NK Mladost Čepinski Martinci - NK Šubić Vuka 5:1 NK Sarvaš - NK LIO Osijek 3:2 |
| NK Slavonija Ivanovac - NK Klas Čepin 5:1 NK Dunav Dalj - NK Brijest 1:2 NK BSK Beketinci - NK Sloga Ernestinovo 0:4 NK Vitez '92 Tenjski Antunovac - NK Mladost Čepinski Martinci 4:1 NK Šubić Vuka - NK Sarvaš 0:3 NK LIO Osijek - NK Radnik Josipovac 2:2 | NK Sloga Ernestinovo - NK Slavonija Ivanovac 0:3 NK Klas Čepin - NK Dunav Dalj 1:1 NK Brijest - NK Radnik Josipovac 0:3 NK Mladost Čepinski Martinci - NK BSK Beketinci 0:2 NK Sarvaš - NK Vitez '92 Tenjski Antunovac 2:1 NK Šubić Vuka - NK LIO Osijek 6:3 | NK Slavonija Ivanovac - NK Mladost Čepinski Martinci 7:1 NK Dunav Dalj - NK Sloga Ernestinovo 5:4 NK Radnik Josipovac - NK Klas Čepin 1:1 NK BSK Beketinci - NK Sarvaš 3:2 NK Vitez '92 Tenjski Antunovac - NK Šubić Vuka 2:1 NK LIO Osijek - NK Brijest 2:1 |
| NK Sarvaš - NK Slavonija Ivanovac 1:2 NK Mladost Čepinski Martinci - NK Dunav Dalj 5:2 NK Sloga Ernestinovo - NK Radnik Josipovac 3:0 NK Klas Čepin - NK Brijest 2:3 NK Šubić Vuka - NK BSK Beketinci 1:1 NK Vitez '92 Tenjski Antunovac - NK LIO Osijek 2:1 | NK Slavonija Ivanovac - NK Šubić Vuka 5:0 NK Dunav Dalj - NK Sarvaš 2:0 NK Radnik Josipovac - NK Mladost Čepinski Martinci 1:5 NK Brijest - NK Sloga Ernestinovo 2:5 NK BSK Beketinci - NK Vitez '92 Tenjski Antunovac 1:2 NK LIO Osijek - NK Klas Čepin 1:2 | NK Vitez '92 Tenjski Antunovac - NK Slavonija Ivanovac 3:5 NK Šubić Vuka - NK Dunav Dalj 1:0 NK Sarvaš - NK Radnik Josipovac 0:2 NK Mladost Čepinski Martinci - NK Brijest 5:1 NK Sloga Ernestinovo - NK Klas Čepin 8:0 NK BSK Beketinci - NK LIO Osijek 0:1 |
| NK Slavonija Ivanovac - NK BSK Beketinci 4:0 NK Dunav Dalj - NK Vitez '92 Tenjski Antunovac 1:8 NK Radnik Josipovac - NK Šubić Vuka 1:0 NK Brijest - NK Sarvaš 0:1 NK Klas Čepin - NK Mladost Čepinski Martinci 3:0 NK LIO Osijek - NK Sloga Ernestinovo 1:4 | | |

## Kvalifikacije za 1. ŽNL Osječko-baranjsku
7. lipnja 2014. godine: NK Mladost Čeminac - NK Slavonija Ivanovac 2:0
15. lipnja 2014. godine: NK Slavonija Ivanovac - NK Mladost Čeminac 1:2
U 1. ŽNL Osječko-baranjsku se plasirala NK Mladost Čeminac.